# Finley Quaye
 (mars 2011).
Si vous disposez d'ouvrages ou d'articles de référence ou si vous connaissez des sites web de qualité traitant du thème abordé ici, merci de compléter l'article en donnant les références utiles à sa vérifiabilité et en les liant à la section « Notes et références ».
Finley Quaye (né le 25 mars 1974, à Édimbourg, Écosse) est un musicien écossais. Il a remporté en 1997 un MOBO Awards pour le meilleur morceau reggae, et en 1998 un Brit Award pour le meilleur artiste solo britannique.

## Biographie
Durant sa jeunesse, Finley fréquente des écoles de Londres, Manchester et Édimbourg, mais il les quitte sans diplôme. Il enchaine des emplois dans des domaines aussi variés que la peinture de voiture, le fumage de poisson, la fabrication de futons et le câblage pour la scène.
Son père, bien que né à Londres, se considérait comme un Africain. Il était connu sous le patronyme de Cab Kaye, mais son véritable nom était Nii Lante Augustus Kwamlah Quaye. Kaye était le fils du pianiste Caleb Jonas Quaye alias Mope Desmond, né à Accra au Ghana. Kaye ne grandit pas avec son père et ne découvre que vers ses vingt ans l'histoire de son père en tant que musicien. Mope Desmond, Cab Kaye and Finley Quaye ont tous joué au Barrowlands de Glasgow, au Wolfrun Hall de Wolverhampton et au Grand texteCafe d'Paris de Londres. Finley est influencé très tôt par les musiciens jazz Pete King, Ronnie Scott et Lionel Hampton. Finley écoute régulièrement du jazz pendant son enfance à Londres grâce à sa mère qui l'amène au club de Ronnie Scott, qui produisait les très rares prestations de jazzmen américains en tournée en Europe, dont Buddy Rich. Sa mère le présente alors à Lionel Hampton à Édimbourg. Duke Ellington a également une marque indélébile sur la vie de Finley et sur son paysage musical personnel. C'est lors d'une tournée avec son groupe à Amsterdam que Finley rencontre son père pour la première fois.
La carrière de Finley Quaye débute par la signature d'un contrat avec Polydor. Il déménage à cette occasion à New York mais ce contrat n'aboutit à aucun disque. Il change de maison de disques pour travailler avec Epic/Sony, qui sort son premier album Maverick a Strike, un album aventureux mais accessible[pas clair] sorti en septembre 1997 est plusieurs fois Disque de platine. Les singles Sunday Shining et Even After All se placent dans le Top 20 britannique, et l'album est Disque d'or moins de trois semaines après sa sortie, ce qui le conduit directement au Brit Award. Deux autres albums sortent par la suite chez Epic Records, Vanguard et Much More Than Much Love. En 2004, la chanson Dice, en collaboration avec William Orbit, et faisant figurer Beth Orton est un hit mineur, aidé en partie par sa présence sur la bande-son des séries télévisées Newport Beach et de Chuck. Il a enregistré en 2007 un maxi intitulé Pound for Pound avec les stars du reggae Norman Grant des Twinkle Brothers, Sly Dunbar et Lloyd Parks. En 2011, la chanson Sunday Shining (issue de l'album Maverick a Strike) est utilisée pour le générique de la série télévisée franco-britannique Meurtres au paradis (Death in Paradise).
À partir du milieu des années 2000, il est sur le déclin, n'ayant plus fait de hits. Il est plusieurs fois condamné, la justice comptabilisant pour une vingtaine d'infractions. En 2003, il est condamné pour possession de cannabis, en 2012 pour avoir frappé une femme et en 2016 pour avoir donné un coup de tête à un ami en phase terminale d'un cancer. Les condamnations se poursuivent ensuite, notamment pour avoir menacé de tirer sur un gérant de bar en 2019 ou avoir jeté un panneau de signalisation contre la fenêtre d'un bus en 2021. Il vit à Hammersmith, dans une auberge de jeunesse. À partir de 2019, il sort régulièrement des EP et des albums (Faux Naïf, Sycamore Seeds; Under The Sycamore Tree, A Sign Of Things To Come) qui paraissent sur les plateformes de streaming, dans un relatif désintérêt médiatique.

## Vie privée
Finley Quaye est le fils du musicien de jazz Cab Kaye et de Sharon McGowan, et il est le frère du guitariste Caleb Quaye. Maxine Quay, la demi-sœur de Finley, est la mère de Tricky, ce qui fait de Finley son oncle.

## Discographie
- Finley's Rainbow White Label (1993)
- Finley's Rainbow on Black Secret Technology (1995)
- Maverick a Strike LP (1997)
- It Ain't Necessarily So on Red Hot & Gershwin (1998)
- Vanguard LP (2000)
- Caravan on Loud (2002)
- Much More than Much Love LP (2004)
- Oranges and Lemons EP (2005)
- For My Children's Love 7" (2006)
- We Are Dreamers on Cathy Claret´s gypsy flower(2007)
- After Tonight on La La La (2007)
- Pound for Pound (2008)
- The Best of the Epic Years (2008)
- 28th February Road (2012)
- Royal Rasses - LP (2014)